# ISO 3166-2:DK
Die Liste der ISO-3166-2-Codes für  Dänemark enthält die Codes für die fünf Regionen (regioner).

Die Codes bestehen aus zwei Teilen, die durch einen Bindestrich voneinander getrennt sind. Der erste Teil gibt den Landescode gemäß ISO 3166-1 (für  Dänemark DK), der zweite den Code für die Region wieder.
Die aktuellen Codes stehen auf der Seite der ISO unter #iso:code:3166:DK zur Verfügung.

Regionen Dänemarks

Vor der Aktualisierung umfasste der Codebereich Einträge für zwei Städte und vierzehn Amtskommunen.
| Region                                     | Code  |
| ------------------------------------------ | ----- |
| Nordjylland (Nord-Jütland)                 | DK-81 |
| Midtjylland (Mittel-Jütland)               | DK-82 |
| Syddanmark (Süd-Dänemark)                  | DK-83 |
| Hovedstaden (Hauptstadt-Region & Bornholm) | DK-84 |
| Sjælland (Seeland)                         | DK-85 |

## Vor der Aktualisierung vom 13. Dezember 2011
Die Liste der ISO-3166-2-Codes für Dänemark enthielt die Codes für die 13 Ämter (amter) und 3 Gemeinden, die gleichzeitig einen eigenen Amtsbezirk bildeten.

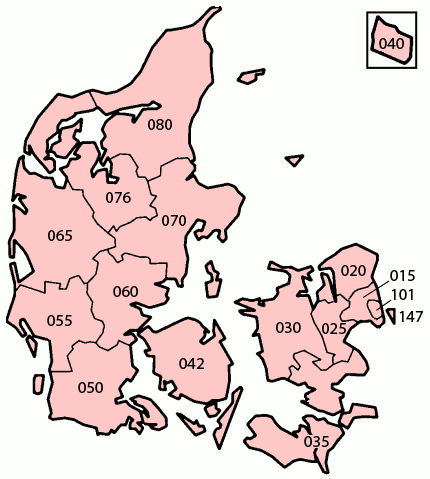
Die alten Ämter

| Amt/Gemeinde                      | Code   |
| --------------------------------- | ------ |
| Århus                             | DK-070 |
| Bornholm                          | DK-040 |
| Kopenhagen (Amt) (Københavns Amt) | DK-015 |
| Kopenhagen (Stadt) (København)    | DK-101 |
| Frederiksberg                     | DK-147 |
| Frederiksborg                     | DK-020 |
| Fünen (Fyns Amt)                  | DK-042 |
| Nordjütland (Nordjyllands Amt)    | DK-080 |
| Ribe                              | DK-055 |
| Ringkjøbing                       | DK-065 |
| Roskilde                          | DK-025 |
| Storstrøm                         | DK-035 |
| Südjütland (Sønderjyllands Amt)   | DK-050 |
| Vejle                             | DK-060 |
| Viborg                            | DK-076 |
| Westseeland (Vestsjællands Amt)   | DK-030 |